# Spermageddon
A Spermageddon 2024-ben bemutatott, felnőtteknek szóló norvég 3D-s számítógépes animációs filmvígjáték, amelyet Tommy Wirkola és Rasmus A. Sivertsen rendezett. 
A film két történetet mutat be. Az egyik cselekményszál egy tinédzserpárra fókuszál, akik első szerelmi együttlétükre készülnek. A másik szál egy Sperman nevű spermium és barátainak útját követik nyomon, melyet a női petesejt keresésére indulnak. A filmet a Virsliparti stílusához hasonlították, célközönségnek pedig a felnőtteket célozták meg.
A filmet először a Annecy Filmfesztiválon mutatták be 2024. június 10-én. Norvégiában 2025. február 28-án, míg Magyarországon július 10-én mutatták be a mozikban.

## Cselekmény
Lisa és Jens tinédzser pár, akik az első szexuális együttlétükre készülnek. Eközben egy Sperman nevű spermium barátaival együtt felkészül az utazásra, hogy megtalálja azt a petesejtet, amelyet meg kell termékenyíteni.

## Szereplők
| Szereplő            | Eredeti hang           | Magyar hang       | Leírás                                                                 |
| ------------------- | ---------------------- | ----------------- | ---------------------------------------------------------------------- |
| Sperman (Simen)     | Aksel Hennie           | Molnár Levente    | Jens testében élő szemüveges hím spermium                              |
| Spermione (Cumilla) | Mathilde Storm         | Sipos Eszter Anna | Jens testében élőszemüveges női spermium                               |
| Lisa                | Nasrin Khusrawi        | Csuha Borbála     | afrikai származású norvég tinédzser, Jens barátnője                    |
| Jens                | Christian Mikkelsen    | Baráth István     | Esetlen, vörös hajú Csillagok háborúja-rajongó tizenéves, Lisa barátja |
| Saltsmak professzor | Bjørn Sundquist        | Harsányi Gábor    | Idős spermium Jens testében                                            |
| Sperminátor         | Christian Rubeck       | Zöld Csaba        | A spermák kapitánya, amely állandóan Vasember-szerű ruhát hord         |
| Egan Olsæd          | John Rungot            |                   | Spermium Jens testében                                                 |
| Benner              | Gustav Nilsen          |                   | Spermium Jens testében                                                 |
| Bjell               | Gustav Nilsen          |                   | Spermium Jens testében                                                 |
| A nőgyógyász        | Silya                  |                   | Nőgyógyász                                                             |
| Kakalandor          | Stig Frode Henriksen   | Schneider Zoltán  | Kólibaktérium Lisa vastagbelében                                       |
| Agyfasz             | Jakob Schøyen Andersen | Dolmány Attila    | Jens agya                                                              |
| Agyina              | Ingrid Bolsø Berdal    | Solecki Janka     | Lisa agyának részei                                                    |
| Pinagy              | Charlotte Frogner      | Szőlőskei Tímea   | Lisa agyának részei                                                    |

### Magyar változat
- Magyar szöveg: Muráth Péter és Roatis Andrea
- Dalszöveg: Muráth Péter
- Felvevő hangmérnök: Lipics Bálint
- Hangmérnök és vágó: Szabó Péter
- Gyártásvezető: Szántai Szófia
- Szinkronrendező: Roatis Andrea
- Produkciós vezető: Borús Nagy Levente

A szinkront a Budapest Audio készítette el.

## A film zenéje
A filmben elhangzó dalokː
| Előadó                         | Dal           | Hossz |
| ------------------------------ | ------------- | ----- |
| Aksel Hennie és Mathilde Storm | Her i Pungen  | 3:50  |
| Christian Rubeck               | Spermageddon  | 3:15  |
| Silya                          | Abortsangen   | 4:32  |
| Stig Frode Henriksen           | E. colisangen | 1:23  |

## Fordítás
- Ez a szócikk részben vagy egészben  a   Spermageddon című angol Wikipédia-szócikk ezen változatának fordításán alapul.  Az eredeti cikk szerkesztőit annak laptörténete sorolja fel. Ez a jelzés csupán a megfogalmazás eredetét és a szerzői jogokat jelzi, nem szolgál a cikkben szereplő információk forrásmegjelöléseként.